# Gorgone concordans
Gorgone concordans är en fjärilsart som beskrevs av Walker 1858. Gorgone concordans ingår i släktet Gorgone och familjen nattflyn. Inga underarter finns listade i Catalogue of Life.